# Casebook
 (janvier 2024).

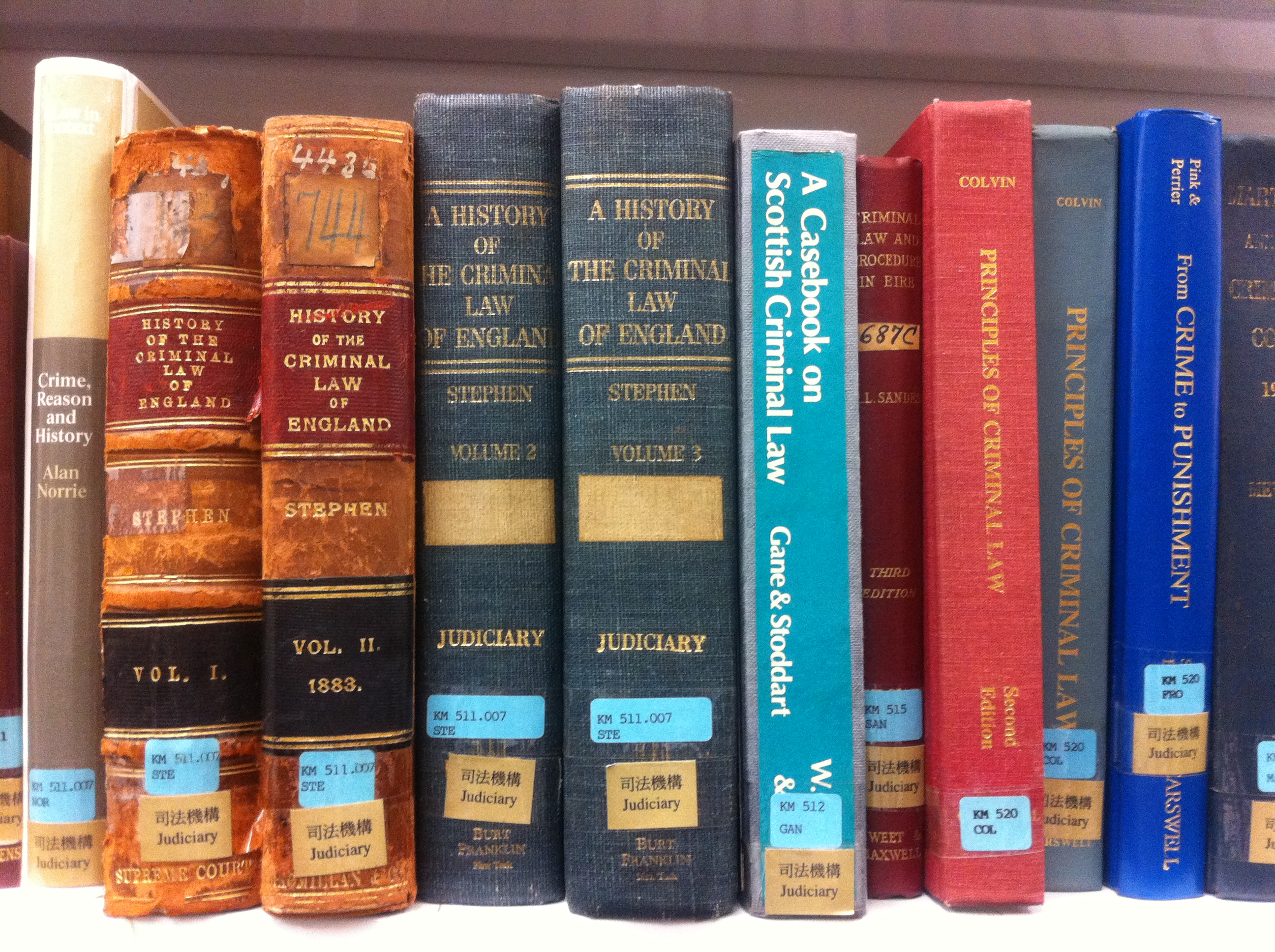
Casebook sur le droit pénal écossais dans la bibliothèque d'un tribunal de Hong Kong.

Un casebook (litt. livre de cas) est un manuel servant aux études de droit dans les traditions de common law. Ce format fut inventé aux États-Unis au début du XXe siècle, et s'est diffusé de pair avec le réalisme juridique. Il consiste en un recueil de jurisprudence organisant différentes affaires afin de faire ressortir les règles générales appliquées dans chaque cas. Le casebook vise à former les juristes en les initiant à la lecture des jugements, qui nécessite une analyse afin de dégager les principes juridiques utilisés ainsi que leur application à des situations concrètes. Par souci pédagogique, les différentes jurisprudences sont organisées en une progression divisée en chapitres. Cette méthode des cas, aussi appelée plus spécifiquement méthode des recueils de jurisprudence, est depuis longtemps présentée comme désuète,, et a en partie laissé place à des évolutions se rapprochant de l'étude de cas utilisée dans la pédagogie des autres sciences sociales,,, afin de renouveler la méthode socratique.